# Crisi climatica
Il termine crisi climatica descrive la crisi ecologica, politica e sociale legata al surriscaldamento globale causato dall’attività umana. Come i termini “catastrofe climatica” o “collasso climatico”, esso ricorre sempre più spesso nella sfera pubblica al posto di espressioni meno allarmanti, quali “cambiamento climatico”, per sottolineare la gravità del surriscaldamento globale.

## Basi scientifiche
I climatologi calcolano che l'immissione nell’atmosfera di quantitativi di CO₂ superiori ad un certo valore limite (noto come carbon budget) comporterebbe una serie di eventi incalcolabili, descritti con il termine “hothouse earth” (lett. "terra serra"). Già un innalzamento delle temperature di due gradi, posto come limite massimo dagli Accordi di Parigi, potrebbe avere effetti negativi per la vita sul pianeta. Se si mantengono emissioni medie di ca. 40 gigatonnellate di CO₂ equivalente (GtCO₂e) – il valore corrispondente all’anno 2017 – all’umanità restano pochi anni, a seconda del carbon budget considerato, prima di esaurire completamente il quantitativo di CO₂ a disposizione; dopodiché non sarebbe più permesso emettere alcun tipo di gas ad effetto serra, a causa della capacità del sistema terra di assorbire tali gas solo a lungo termine. Per mantenere il sistema climatico entro condizioni che garantiscano la sopravvivenza della specie umana e di gran parte di quelle che attualmente vivono sul pianeta Terra, è quindi necessario azzerare rapidamente l’emissione di ulteriori gas serra e rimuovere quelli già in atmosfera attraverso le cosiddette emissioni negative. Indagini come l'Emissions Gap Report 2018 mostrano che, al contrario, le emissioni di gas serra in tutto il mondo sono ulteriormente aumentate invece di essere diminuite, e le soluzioni tecniche per le emissioni negative su larga scala per il momento non sono affatto promettenti, per cui il rischio di una catastrofe climatica persiste. Il termine «crisi climatica» è quindi usato per descrivere la minaccia del riscaldamento globale al pianeta, e la necessità di un'aggressiva mitigazione del cambiamento climatico.
Un redazionale della rivista Science pubblicato nel 2019 constata che la posizione degli scienziati in merito è chiara: la crisi climatica richiede una trasformazione sociale di dimensioni e velocità raramente raggiunte nella storia dell'umanità; gli ultimi cambiamenti sociali di questa portata sono stati innescati dalla Grande Depressione e dalla Seconda Guerra Mondiale. All’epoca ciò era stato possibile grazie alla presa di coscienza di una minaccia esistenziale così come da un ampio sostegno della società. Oggi la società si trova nuovamente ad affrontare una simile minaccia, ma il crescente divario di ricchezza e i contrapposti interessi economici impediscono di implementare i cambiamenti necessari. La soluzione della crisi climatica richiede quindi un forte impegno per l'equità e la giustizia, per le popolazioni indigene e le generazioni future, così come per un cambiamento su scala mondiale. La società può risolvere la crisi climatica ed evitare un cambiamento climatico catastrofico solo lavorando assieme per superare tutte le divergenze e facendo della crisi climatica una priorità assoluta. In questo modo, il 21º secolo potrà diventare quello di una rinnovata equità, giustizia e sostenibilità. La massima priorità deve essere data all'azzeramento delle emissioni di gas serra in quanto causa del cambiamento climatico; bisogna altresì dare maggiore enfasi alle sinergie tra la protezione del clima e l'adattamento al riscaldamento globale.
Analizzando i dati globali sulle emissioni di CO₂, risulta evidente che alcuni Paesi hanno un impatto maggiore rispetto ad altri. Attualmente, i Paesi che emettono la maggiore quantità di CO₂ sono la Cina, gli Stati Uniti e l'India, in quest'ordine. Se si considera invece la quantità complessiva di CO₂ emessa in atmosfera nel corso della storia, il quadro cambia. Gli Stati Uniti sono in testa alla lista, seguiti dalla Cina e dalla Russia. Infine, se si esamina l'impatto delle emissioni di CO₂ in rapporto alla popolazione, ossia si valuta la quantità di CO₂ prodotta per abitante, le nazioni che risaltano sono il Qatar, il Bahrein e il Kuwait.

## Utilizzo del termine
L’utilizzo del termine "Crisi Climatica” deriva dall’idea che altri termini, quali “Cambiamento climatico”, sminuiscono la gravità della situazione. Come riportato dal Guardian nel 2003,
Questa strategia era stata consigliata al governo repubblicano dal consulente politico Frank Luntz nel 2002: «Bisogna iniziare a parlare di "cambiamento climatico" invece che di riscaldamento globale e di "conservazione" invece di preservazione […] “Cambiamento climatico” fa meno paura di "riscaldamento globale"». Lo scienziato per l’ambiente Nils Meyer-Ohlendorf ha notato che il termine “Cambiamento climatico” rimanda ad un processo naturale e che alla parola “cambiamento” si associa normalmente un processo che avviene lentamente ed in maniera lineare; pertanto il termine depoliticizza il problema e costituisce una “vittoria per tutti coloro che non vogliono cambiare nulla”. Meyer-Ohlendorf propone come alternativa il termine “crisi climatica”:
Pioniere nel cambiare il linguaggio di riferimento alla crisi climatica è stato il quotidiano britannico The Guardian, la cui decisione di modificare di proposito la terminologia in materia è stata presa come parte di una serie di misure chiamate "Impegni per il clima". In queste ultime si riporta:
Un'emergenza climatica è una situazione che richiede un'azione urgente per ridurre o fermare il cambiamento climatico e prevenire danni ambientali potenzialmente irreversibili. La corrispondente espressione inglese climate emergency è stata nominata parola dell'anno dall'Oxford Dictionary of English nel 2019.

## Riferimento al cambiamento climatico come crisi
La contraddizione tra lo stato dei fatti descritto dalla ricerca sul clima, da cui si deduce la necessità di agire in fretta, e la mancanza di reazione di gran parte della società globale, della politica e dell'economia – per non parlare della minaccia che questo presenta per la specie umana – vengono sempre più spesso descritte come una situazione di crisi. Già nel suo documentario del 2006 Una scomoda verità, l'ex vicepresidente degli Stati Uniti e premio Nobel Al Gore mise in guardia con forza dalla «potenziale peggiore catastrofe della storia della civiltà umana». James Lovelock, uno dei fautori dell'ipotesi di Gaia, nel suo libro The Revenge of Gaia ("La rivincita di Gaia"), che in alcune edizioni porta il sottotitolo Earth's Climate in Crisis and the Fate of Humanity (il clima della terra in crisi e il destino dell’umanità), ha interpretato le sfide ecologiche dell’era moderna come la "più grande prova del genere umano".
Anche i climatologi si riferiscono esplicitamente ad una situazione di crisi. Ad esempio, nel loro libro The Climate Crisis, David Archer e Stefan Rahmstorf dimostrano che, nonostante le schiaccianti evidenze scientifiche sul riscaldamento globale, gli sforzi per contenere il problema non sono nemmeno lontanamente adeguati al raggiungimento di una soluzione promettente. Talvolta nel dibattito politico si parla anche del fallimento del movimento ambientalista nel portare ad una soluzione per mitigare il cambiamento climatico causato dall'uomo. Nella sua opera Una rivoluzione ci salverà, l’autrice Naomi Klein, notoriamente critica nei confronti della globalizzazione, descrive la crisi climatica come una scelta tra il sistema economico capitalista e la salvezza del clima.
Climatologhe come Bronwyn Hayward e Joëlle Gergis parlano pubblicamente della frustrazione di non essere state ascoltate in tempo, e di provare un senso di lutto guardando al disastro imminente, ma non abbandonano la speranza. La scienziata marina Jennie Mallela si esprime così in merito:
Già nel 1997 il giornalista Ross Gelbspan si riferiva alle evidenze scientifiche della crisi climatica sottolineando quanto segue: